# Otto Pflanze
Otto Paul Pflanze, né le 2 avril 1918 à Maryville (Tennessee) et mort le 3 mars 2007 à Bloomington (Indiana) est un historien américain.

## Biographie
Otto Pflanze est issu d'un famille ayant des origines à la fois irlando-écossaises et allemandes. Son grand-père Karl Pflanze émigre vers les États-Unis en 1863 et s'installe dans le Tennessee.
Il commence ses études au Maryville College avant d'entrer à l'université Yale. Il obtient son master en 1942. Il participe à la Seconde Guerre mondiale dans l'aviation dans le Pacifique. Après la guerre, il poursuit ses études sous la direction d'Hajo Holborn, qui l'influencera sa vie durant. Il publie son premier ouvrage, en trois tomes, pour le compte du ministère des affaires étrangères américains, il s'agit de Documents on German Foreign Policy, 1918–1945. En 1950, il obtient son doctorat, son sujet de thèse est The Internal Integration of Germany 1867–1880 (l'intégration interne de l'Allemagne 1867-1880), toutefois elle n'est pas publiée. De 1950 à 1951, il est instructeur à l'université de New York. Par la suite il devient assistant à l'université du Massachusetts à Amherst de 1952 à 1958, puis professeur assistant à l'université de l'Illinois de 1958 à 1961. Il obtient un poste de professeur à l'université du Minnesota en 1961 jusqu'en 1961 et en même temps à l'université de l'Indiana de 1971 à 1986. Cette année-là, il devient titulaire de la chaire d'histoire Stevenson au Bard College à Annandale-on-Hudson. Il y termine sa carrière en 1992.
Son thème de prédilection est Otto von Bismarck. Son premier essai sur le sujet est Bismarck and German Nationalism (Bismarck et le nationalisme allemand), où il essaie de jauger la part de responsabilité du chancelier dans la prise de pouvoir d'Adolf Hitler. En 1963, il publie Bismarck and the Development of Germany: The Period of Unification 1815–71 (Bismarck est le développement de l'Allemagne : la période de l'unification 1815-1871). Pflanze est rédacteur de l’American Historical Review. Il est également membre de l'Institute for Advanced Study et est un des membres fondateurs de l'Historisches Kollegà Munich. Fruit du travail de plusieurs décennies il fait paraître en 1990 une biographie en trois tomes du chancelier allemand. La traduction allemande est publiée en 1997 et 1998 en deux tomes. Cet ouvrage se concentre sur la période de 1871 à 1898, en y consacrant deux tiers du volume total. Le second tome est tourné vers les problèmes économiques, financiers et de politiques sociaux. Il voit dans la Sozialgesetzgebung, une loi pionnière sur la voie de la construction d'une justice sociale. À l'inverse il estime que ses tentatives répétées, la première ayant lieu en 1868 et s'étalant sur 20 ans, de réformer en profondeur le système fiscal est sa plus grande défaite. Il voit dans sa chute le résultat de son manque d'affinité  avec l'empereur Guillaume II, de sa « rigidité d'esprit croissante et de ses capacités déclinantes à apprécier les diverses situations avec réalisme » et du blocage des réformes indispensables qu'il a essuyé à la fin de son mandat. Pflanze considère que Bismarck n'a pas réussi à conserver le système autoritaire, au niveau politique et social, prussien. Il compare Bismarck à Franklin D. Roosevelt, qui a lui aussi essayé de changer le système « pour le sauver ». Pour cette biographie, Pflanze reçoit l'Einhard-Preis dans la catégorie biographie historique en 1999. 

## Œuvre
- (de) Der Reichsgründer, Munich, 1997, 906 p. (ISBN 3-406-42725-1)
- (de) Der Reichskanzler, Munich, 1998, 808 p. (ISBN 3-406-42726-X)